# Seznam řeholnic perzekvovaných komunistickým režimem
Katolické řeholnice spolu s laiky a spolu s kněžími a řeholníky patří k významným skupinám, které byly perzekvovany komunistickou diktaturou. Po přepadení mužských klašterů přišly ještě v roce 1950 ženské kláštery. Stb zahájila likvidaci řeholních komunit pod názvem Akce Ř v červenci r. 1950 a obsazení ženských klášterů pokračovalo až do září 1950. Po zrušení klášterů bylo velké množství řeholnici přinuceno se zapojit do výrobního procesu, do oblasti Sudet, kde chybělo původní obyvatelstvo. Jeden z posledních soudů s řeholnicemi proběhl v roce 1959 se sestrami III. řádu sv. Františka pod ochranou sv. Rodiny.

## Seznam perzekvovaných řeholnic

### A
- Axmanová Anna, Remigia, OT, 5 let vězení, V-704 Ostrava, WITKOVÁ Anežkaa spol.

### B
- Bílková Edigna Terezie, 6 let vězení, V-786 České Budějovice, JAROLÍMEK Antonín a spol.
- Beňová Marie, Koleta, OT, 6 let vězení, V-704 Ostrava, WITKOVÁ Anežkaa spol.
- Burdová Marie, Venancie, CSCS, 7 měsíců vězení, V-540 Ostrava, Koryčanská Ludmila a spol

### C
- Cedrychová Bohdanka Marie, Apoštolát sv. Františka, Krajský soud v Praze 24. 9. 1958, 5 roků vězení, amnestie 9.5.1960

### D
- Dittmerová Marie, Inocencia, OT, 2 roky vězení, V-704 Ostrava, WITKOVÁ Anežkaa spol.
- Drábková Marie, Kongregace Milosrdných sester III. řádu svatého Františka Pod ochranou Svaté Rodiny v Brně, 1 rok vězení, krajský soud v Brně 19.3.1959
- Drábková Zdenka, Karmela, CSCS, Cheb, 18 měsíců vězení, V-4817 MV, BURDA Jaroslav a spol.-

### F
- Fischerová Marie, Kongregace Milosrdných sester III. řádu svatého Františka Pod ochranou Svaté Rodiny v Brně, 3,5 roků vězení, krajský soud v Brně 19.3.1959
- Fišerová Růžena, Kongregace Milosrdných sester III. řádu svatého Františka Pod ochranou Svaté Rodiny v Brně, 3,5 roků vězení, krajský soud v Brně 19.3.1959

### G
- Gabrielová Ludmila, Placidie, SCB, 3 roky vězení, V-786 České Budějovice, JAROLÍMEK Antonín a spol.

### H
- Hajdová Anděla, Siegberta, CSCS, Cheb, 8 měsíců vězení), BURDA Jaroslav a spol.- V-4817 MV
- Hasmandová Antonie, Vojtěcha, SCB, 8 let vězení, V-786 České Budějovice, JAROLÍMEK Antonín a spol.
- Hlavínová Františka, Cypriána,6 měsíců, V-5488 MV, Zouhar a spol
- Houšťová Marie, Christiana, SCB, 3 roky vězení, V-786 České Budějovice, JAROLÍMEK Antonín a spol.

- Chaloupková Amáta Helena, Apoštolát sv. Františka, Krajský soud v Praze 24. 9. 1958, 4 roky vězení, amnestie 9.5.1960

### J
- Jahodová Rafaela Božena, Apoštolát sv. Františka, Krajský soud v Praze 24. 9. 1958, 2 roky vězení, amnestie 9.5.1960
- Janáková Marie, Doloris, SCB, 3 roky a 6 měsíců vězení, V-786 České Budějovice, JAROLÍMEK Antonín a spol.

### K
- Kalinová Elfrieda, Wernharda, CSCS, 8 měsíců vězení, BURDA Jaroslav a spol.- V-4817 MV
- Knajblová Marie, Helena, OT, 10 let, V-704 Ostrava, WITKOVÁ Anežkaa spol.
- Koryčanská Ludmila, Archanděla, CSCS, 6 měsíců vězení, V-540 Ostrava, Koryčanská Ludmila a spol
- Kosová Kristina, Judita, 1 rok vězení, V-469 České Budějovice, ŠIMEK Josefa spol
- Kupsová Barbora Celestina, 8 let vězení, * V-1192, Otčenášek Karel a spol, Krajský soud v Hradci Králové 29.12.1954

### L
- Langrová Žofie, Bohumila, SCB, 20 let vězení, V-2742 MV, MÁDR Oto a spol

### M
- Moravcová Hedvika, Virgilia, OT, 1 rok vězení, V-704 Ostrava, WITKOVÁ Anežkaa spol.
- Moravcová Ludmila, Klotildis, OT, 7 let vězení, V-704 Ostrava, WITKOVÁ Anežkaa spol.
- Moškořová Emilie, Ildefonsa, CSCS, Cheb, 18 měsíců vězení, BURDA Jaroslav a spol.- V-4817 MV
- Motáčková Marie, Hermela, SCB, 4 roky vězení, V-786 České Budějovice, JAROLÍMEK Antonín a spol.

### P
- Pejchalová Ludmila, Kongregace Milosrdných sester III. řádu svatého Františka Pod ochranou Svaté Rodiny v Brně, 3 roky vězení, krajský soud v Brně 19.3.1959
- Pijáčková Marie, Huberta, SCB, Nový Jičín, 10 let vězení, BRADNA Antonín a spol. - V-734 Ostrava
- Plevová Anna, Numila, SCB, Nový Jičín, 2 roky a 6 měsíců vězení, BRADNA Antonín a spol. - V-734 Ostrava
- Podmanická Margita, Reineria, OT, 4 roky vězení, V-704 Ostrava, WITKOVÁ Anežkaa spol.
- Poklopová Xaverie Miloslava , Apoštolát sv. Františka, 3,5 roků vězení, Krajský soud v Praze 24. 9. 1958, , amnestie 9.5.1960
- Pospíšilová Františka, Celestie, CSCS, 10 měsíců, V-540 Ostrava, Koryčanská Ludmila a spol
- Prknová Klára Marie, Apoštolát sv. Františka, 1 rok vězení, Krajský soud v Praze 24. 9. 1958, , propuštěna po týdnu vazby ze zdravotních důvodů, trest změněn na podmíněný, amnestie 9.5.1960

### Ř
- Řiháčková Leopoldina, Kongregace Milosrdných sester III. řádu svatého Františka Pod ochranou Svaté Rodiny v Brně, 4 roky vězení, krajský soud v Brně 19.3.1959

### S
- Schwarzová Anna, OCarm., 11 let vězení, V-2298 MV, Hošek Josef a spol.
- Soukupová Marie, Evarista , SCB, 5 let vězení, V-786 České Budějovice, JAROLÍMEK Antonín a spol.
- Straková Jarmila, Lidie, SCB, 18 měsíců vězení, V-734 Ostrava, BRADNA Antonín a spol.

### Š
- Ševčíková Barbora, CSCS, zproštěna, BURDA Jaroslav a spol.- V-4817 MV
- Šimíková Anna, SCB, 15 měsíců vězení, BRADNA Antonín a spol. - V-734 Ostrava
- Šrutová Marie Jana, ekulárního institutu Schönstattských sester Mariiných, 3 roky vězení, amnestie 9.5.1960
- Štvánová Norberta Marie, Apoštolát sv. Františka, 3,5 roků vězení, Krajský soud v Praze 24. 9. 1958, , amnestie 9.5.1960

### V
- Vintrová Marie, 17 let vězení, V-2742 MV, MÁDR Oto a spol
- Vlčková Václava Anna, Apoštolát sv. Františka, 3,5 roků vězení, Krajský soud v Praze 24. 9. 1958, , amnestie 9.5.1960
- Vondrášková Alžběta, Method, SCB, 3 roky vězení, V-786 České Budějovice, JAROLÍMEK Antonín a spol.
- Vanková Anastazie, Gisela, OT, 6 let vězení, V-704 Ostrava, WITKOVÁ Anežkaa spol.

### W
- Witková Anežka, Antonie, OT, 15 let vězení, V-704 Ostrava, WITKOVÁ Anežkaa spol.

### Z
- Zouharová Helena, Anuše, 5 let, V-5488 MV, Zouhar a spol

### Ž
- Žaludová Anežka, Kongregace Milosrdných sester III. řádu svatého Františka Pod ochranou Svaté Rodiny v Brně, 3 roky vězení, krajský soud v Brně 19.3.1959